# Rhyacodrilis sodalis
Rhyacodrilis sodalis är en ringmaskart. Rhyacodrilis sodalis ingår i släktet Rhyacodrilis och familjen glattmaskar. Inga underarter finns listade i Catalogue of Life.